# Il governo dei conflitti
Il governo dei conflitti è un libro scritto da Elio Veltri e Francesco Paola, con prefazione di Augusto Antonio Barbera, pubblicato da Longanesi nel 2006.
In questa opera gli autori analizzano i vari conflitti d'interessi esistenti in Italia, riscontrabili pressoché in ogni settore, e in particolar modo in politica, informazione, sanità e ricerca scientifica, e che danneggiano l'economia e la democrazia del paese.

## Edizioni
- Elio Veltri, Francesco Paola, Il governo dei conflitti, collana Le spade, Longanesi, 2006,  p. 202, ISBN 88-304-2400-5.